# Simon Gregorčič
Simon Gregorčič, slovenski pesnik in duhovnik, * 15. oktober 1844, Vrsno, † 24. november 1906, Gorica.

## Življenje
Simon Gregorčič se je rodil 15. oktobra 1844 na Vrsnem pri Kobaridu kot drugi sin malemu kmetu Jerneju in materi Katarini (rojeni Gaberšček) po domače »Pri Pomolčevih«. Imel je še sedem bratov in sester, njegova sestrična pa je bila žena, ob Simonovem rojstvu že pokojnega, Andreja Smoleta – Tanja Smole. V mladih letih je bil pastir, kar ga je povezalo z ljubo domačo naravo in njegovemu umu vcepilo ljubezen do slovenske besede.
Njegovo šolanje se je začelo leta 1851 na enorazrednici na Libušnjem in se nadaljevalo od 1852 do 1855 na goriški normalki. Z enajstimi leti je jeseni 1855 prestopil na goriško gimnazijo; po začetnih neuspehih je postal odličen dijak; posebno so ga pritegovali klasični jeziki; gimnazijo je zaključil z odlično maturo 1864. Ob koncu gimnazijskega študija je dosegel prvi pomembnejši pesniški uspeh. Po maturi se je s težavo odločil za duhovniški poklic; v bogoslovnem semenišču v Gorici je študiral od 1864 do 1868; v študiju je odlično napredoval; tudi slovstvenega dela ni zanemaril, trpel pa je zaradi šibkega zdravja. Novo mašo je imel 27. oktobra 1867 pri Sv. Duhu na Libušnjem, eno leto pred koncem študija.
Od septembra jeseni 1868 do spomladi 1873 je bil bolehni Gregorčič za kaplana v Kobaridu, v bližini rojstnega kraja in med prijatelji. Predstojnik Andrej Jekše mu je bil zelo naklonjen; olajšal mu je marsikatero poklicno breme. Mladi kaplan se je s poklicnim in narodnovzgojnim delom, ki ga je opravljal v kobariški čitalnici, s prijateljem Ignacijem Gruntarjem sta jo ustanovila 1871, zelo priljubil ljudem. Tam je spoznal tudi Josipa Stritarja. V domačem okolju, kjer si je tudi med veljaki pridobil prijateljev, se je Gregorčič dobro počutil, dokler se njegovi mladi prijatelji niso razšli po službenih mestih. Leta 1872 je v Kobarid prišla za učiteljico Dragojila Milek. Med njo in pesnikom je vzklila ljubezen. Bila je njegova sorodna duša: prav tako je pesnila (pod psevdonimom Črnogorka), bila je tajnica čitalnice, vodila je ženski pevski zbor in skupaj z njim skrbela za kulturni razvoj vasi. Zaradi nje je moral pesnik že naslednjo pomlad iz Kobarida. Premestili so ga v Rihemberk, današnji Branik. Doživetje ljubezni in vezanosti Gregorčiču sicer ni omajalo njegovega krščanstva, močno pa je spremenilo vsebino njegove izpovedi v pesmi.
V Rihemberku je bil Gregorčič za kaplana od maja 1873 do konca novembra 1881. Novo službeno mesto je bilo težavnejše kot v Kobaridu, toda bilo je med najboljšimi v škofiji; bilo je v bližini goriških prijateljev. Vipavsko naravo z ljudmi je novi kaplan vzljubil in se tudi sam priljubil ljudem. Kljub napornejši službi bi lahko udobneje živel, kot je dotlej, vendar ni mogel pozabiti Kobarida, pojavili pa so se tudi nesporazumi s predstojnikom, župnikom Brezavščkom. Zato je razmišljal o spremembi službe in poklica, pri čemer so ga podpirali tudi prijatelji. Jeseni 1877 se je skrivaj vpisal na dunajsko univerzo; leta 1878 ga je nadškof pohvalil za dotedanje poklicno delo, kar mu je dvignilo delovno moralo, in jeseni 1878 se je pesnik odločil, da bo vztrajal v dotedanjem poklicu. Vendar je delo vedno težje opravljal; tudi bolezen se je vedno pogosteje oglašala. Konec 1881 je zato nastopil začasni pokoj.
Leta 1882 je Gregorčič prišel za vikarja na Gradišče pri Prvačini in izdal Prvi zvezek Poezij. Tu je doživel najtežje dni. Kljub bolehnosti in drugim nevšečnostim je opravljal vikarsko službo do 1887. To leto je prosil za upokojitev. Medtem si je kupil posestvo in sezidal hišo, v katero se je preselil, da bi živel kot zasebni duhovnik in kmet – poet. Leta 1888 je izdal Drugi zvezek Poezij. Toda tudi pričakovanje, da bo v svoji hiši uspešno opravljal delo pesnika in javnega delavca, ga je varalo. Ker mu niso priznali nobene pokojnine, bi živel v veliki stiski, če ga ne bi podpirali prijatelji duhovniki. Da bi si uredil pokojnino, je v letih od 1897 do 1899 znova prevzel gradiški vikariat. Leta 1902 je izdal še Tretji zvezek Poezij.
Zadnja leta svojega življenja je Simon Gregorčič preživel v Gorici, kamor se je preselil, ko je 1903 prodal svoje posestvo. V Gorici je posebno skrbel za Šolski dom, ki je slovensko mladino reševal pred potujčevanjem; njemu v korist je izdal Joba; tej ustanovi je tudi zapustil svoje skromno premoženje. Umrl je 24. novembra 1906 zaradi pljučnice in kapi.
Četrti zvezek Poezij pa je izšel po njegovi smrti leta 1908.

### Politični in kulturni okvir Gregorčičevega delovanja
Osrednje politične teme, ki so se jim posvečali v drugi polovici 19. stoletja, so bile povezane z narodno problematiko (na Goriškem še tem bolj), z jezikovnimi in književnimi vprašanji, z uveljavitvijo slovenskega jezika v šolah, v uradih, na sodiščih, z oblikovanjem slovenskih kulturnih ustanov ter z rastočimi ponemčevalnimi pritiski. Zahteva po Zedinjeni Sloveniji je ostajala narodnopolitični ideal. Poseben sociološki fenomen v drugi polovici 19. stoletja so bile slovenske čitalnice, lokalni centri kulturnega, družabnega in političnega življenja. Gregorčič se politiki ni mogel izogniti, čeprav se vanjo nikoli ni aktivno vključeval. Močneje se ga je dotaknila prav v rihemberški dobi in mu odtlej sledila do konca življenja. Prizadel ga je razdor narodne sloge na Goriškem, ki je bil posledica osrednjeslovenske delitve na staroslovence in mladoslovence. Zato se je konec leta 1874 prvič močneje politično izpostavil in v Glasu, ki je po razkolu Soče veljal za glasilo konzervativnejše duhovščine, objavil javni poziv po narodni slogi (Za novo leto), sicer bo idejna ločitev pokopala vse delo za Zedinjeno Slovenijo. Kot duhovnik je zavestno opravljal vlogo narodnega buditelja v manjših podeželskih krajih, kjer je služboval. V tej vlogi je politično deloval celo manj vidno kot mnogo drugih duhovnikov. Njegova politična pozicija je bila jasnejša in bolj izpostavljena v njegovih pesmih. Gregorčič je svojo vlogo vodilnega pesnika razumel izrazito kulturniško. Močno je poudarjal tradicionalno pokrajinsko (primorsko) zavest in iz nje izhajal, kadar je naslavljal cel narod. Za svojo državo je imel habsburško cesarstvo in delil čustva večinske navezanosti na to dinastijo. Avstrijsko cesarstvo in cesar mu nista nikoli bila sovražna, je pa res, da je takrat Habsburško monarhijo vodila Taaffejeva vlada, ki se je opirala na zavezništvo slovanskih narodov in jim zato odmerjala nekaj več svoboščin, pravi sovražniki so mu bili pohlepni zahodni italijanski sosedje, ki so v resnici ogrožali Primorce z naseljevanjem v tem prostoru in z vsiljevanjem svojega jezika in kulture. Igor Grdina: Gregorčič je s svojo poudarjeno narodnoobrambno pesmijo močno okrepil slovenski emancipacijski naboj in ga pomagal vzdrževati vse do prve svetovne vojne.
Njegovo pesništvo se navezuje še na predromantične in romantične vzore. Pisal je ljubezenske, domovinske in življenjsko izpovedne pesmi, pa tudi nekaj epskih pesmi. Njegovo zanimanje za slovstvo se je začelo že v gimnaziji. Vodniki, ki so ga spremljali pri njegovi ustvarjalnosti, so bili France Prešeren, Josip Stritar, Fran Levstik, Simon Jenko, dotaknila sta se ga tudi Johann Wolfgang von Goethe in Emanuel von Geibel. Za Gregorčičevo poezijo so značilne uglajenost, melodika, preprostost. Njegovi verzi so izraz njegove mehke duše, njegovega pesniškega in človeškega značaja.

## Delo
Gregorčič je svoj prvi pesniški uspeh dosegel ob koncu gimnazijskega študija; dvajsetletnemu  je Iskrice domorodne objavil Anton Janežič v dveh številkah Slovenskega glasnika jeseni 1864.
Med študijem za duhovniški poklic je sodeloval pri semeniškem listu Sloga ; nekaj pesmi je objavil prav tisto leto, ko je postal duhovnik (1867); prinesel jih je Slovenski glasnik (Moje gosli, Na sveti večer). Gregorčiču je pesem že postajala razmišljanje o sebi, izpoved o nagnjenih srca in o vezeh, ki ga oklepajo (V celici, Njega ni); pomembnost l. 1866 in dogodki po njem pa so premaknili vsebino njegove domoljubne pesmi.
Med službovanjem v Kobaridu je našel zveze z Josipom Stritarjem, ki je 1870 izdajal estetsko usmerjeno revijo Zvon. Ta je bil mladega pesnika zelo vesel. V Zvonu je izšla vrsta osebnih pesmi, v katerih je nemir mladega človeka, razdvojenost s svetom, mračnost in spor med zahtevami mlade človekove narave in poklicno vezanostjo (Moje nade, Ne tožim, V mraku, Na polju, V krčmi). Najznačilnejši tvorbi kobariških časov sta pesmi Veseli pastir in Pogled v nedolžno oko. Izšli sta v ljudskem poučnem listu Besedniku. V tem celovškem polmesečniku in v mariborski Zori je objavljal vzgojne in spodbudne pesmi, tudi v pripovedni obliki; teh je v Kobaridu spesnil največ (Sam, Mavrica, Siromak, Kupa življenja, Izgubljeni cvet, Jeftejeva prisega, Hajdukova oporoka). Doživetje ljubezni in vezanosti do Dragojile Milek Gregorčiču ni omajalo njegovega krščanstva, močno pa je premaknilo vsebino njegove izpovedi v pesmi. S kakšno silo je 27-letni kaplan začutil težo življenja, pričajo pesmi, od katerih so nekatere najpomembnejših vsaj v zasnutkih nastale že v Kobaridu (Človeka nikar). Od aprila 1873 do decembra 1876 Gregorčič ni objavljal pesmi.
V Rihenberku je Gregorčič ustvaril najpomembnejše pesmi. Zaradi novih življenjskih okoliščin se je njegova pesem poglobila, postala je vsebinsko tehtna in izvirna. Sila zatajevane ljubezni si je iskala ustreznih podob v naravi (Moč ljubezni, Narava svatba); v naravi je dobila tudi prispodobe za nasilno ločitev od preljubih krajev in dragih ljudi, posebno od »planinskerože« (Zaostali ptič, Ujetega ptiča tožba). Iskrenost zveste in prikrite ljubezni se je zatekla v vojaški cikel in se je ob objektivni pesmi (Slovo) razodela tudi z neposredno izpovedjo (Oj zbogom, ti planinski svet, Ohrani Bog te v cveti) in z nežno dekliško pesmijo (Nebo zrcalo, Dekletova molitev). Trpljenje človeka in duhovnika v stiski med svojo naravo, željo po človeški sreči in poklicno vezanostjo, z notranjimi boji in upanjem se je tako izvirno izpovedovalo, da je bilo v slovenskem slovstvu nenavadno in novo (Na bregu, Človeka nikar, Ti veselo poj, Pastir, Nazaj v planinski raj, Oljki). Z izpovedno vsebino teh pesmi se je Gregorčič vzdignil nad svoj čas. Realizem se sicer ni strinjal z elegičnostjo in s pesimizmom te izpovedi (Moj črni plašč), vendar so se najboljši umotvori prepričljivo uveljavili in uspešno kljubovali splošnim zahtevam po visokih idejah, vzgojnosti in poučnosti. Tudi ta naloga Gregorčiču v rihenberških časih ni bila tuja (Slovo in naročilo, Življenje ni praznik, Sveta odkletev, Pozabljenim, Zimski dan, O nevihti idr.); v Obrambi je zanikal izpovedno silo kot poglavitni nagib celo za nastanek osebne poezije. Čeprav je bila vsa poezija pesnika in duhovnika Gregorčiča kljub nenavadni vsebini krščanska, je z njo uhajal daleč preko vezanosti kulturnega katolicizma. To se je pokazalo posebno v tistih ocenah njegove prve pesniške zbirke, ki so sodile, da so v osebnem pesimizmu krivoverske in protikatoliške in da so zaradi oblikovne popolnosti nevarne. Nad svoj čas se je Gregorčič vzdignil tudi z domovinsko izpovedjo (Soči, Domovini, V pepelnični noči). Gregorčič je za nekaj časa postal vodilni slovenski pesnik, poglavitni pesnik Stritarjevega Zvona v letih od 1876 do 1880 in prvih letnikov Ljubljanskega zvona. Med boleznijo 1881 je dozorela misel na prvo pesniško zbirko.
Prvi zvezek poezij je izšel spomladi 1882. Doživel je izreden knjigotrški uspeh in izredno navdušen sprejem, toda tudi strogo in nestrpno idejno kritiko. Z njo je duhovniška vezanost in ozkosrčnost nastopila proti umetnosti in njenim svoboščinam. Tudi del svetnega izobraženstva je pokazal popoln nesmisel za razumevanje pesimistične izpovedne vsebine in za obliko Gregorčičeve pesmi (Janko Pajk). Zaenkrat je pesnik s svojo Obrambo z visokimi zaščitniki in z javno obrambo liberalnih prijateljev zmagal. Zato mu je toliko neprizanesliveje očital verske zmote in ga posebno kot duhovnika toliko ostreje napadel Anton Mahnič ob izidu nepopravljenega ponatisa Poezij 1885. To priložnost je Anton Mahnič izkoristil zato, da bi iz dogmatičnih in političnih nagibov premagal liberalizem v slovstvu, uveljavil verskovzgojni utilitarizem in ločil duhove (op. Mojemu grajavcu, Prijateljem, Človeka nikar, Ujetega ptiča tožba). Kritika z neutemeljenimi očitki je pesniku povzročila veliko trpljenja in mu vtisnila neizbrisno občutje krivice. Do konca življenja je bil zaradi nje zagrenjen. Po mišljenju je ostal strogo veren duhovnik, toda z novim političnim katolicizmom ni mogel. Njemu prirejene slavnosti in počastitve ter starejše in nove prijateljske zveze z naprednimi liberalci so ga pripeljale v narodno liberalni tabor. Opredelil se je za slovensko in slovansko usmerjeni radikalizem. Od Ljubljanskega zvona je prestopil k Slovanu, kateremu je bil 1887 tudi urednik. Njegova poezija je postajala vedno bolj didaktična in govorniško prigodniška (Vrlemu možu, Lovorika na grob možu). Domoljubno pesem je zamenjala odločnejša politična prigodnica, ki je v radikalnem duhu verzificirala aktualne misli, zlasti je pozivala k narodnoobrambnemu delu (Naš narodni dom, Kmetski hiši, Naš čolnič otmimo). S politično prigodnico se je pesnik sicer približal času, ni pa se več mogel dvigniti nad čas. Osebna izpoved je bila redka, toda vsebinsko tehtna in oblikovno preprosto zrela erotična izpoved (Le enkrat, Bolnik, Ti meni svetlo sonce). Ko je z ustavitvijo Slovana konec 1887 izgubil stike s svetom, se je zaradi hladnega sprejema Drugega zvezka poezij (1888) razočaran umaknil v gradiško samoto. Za javnost je umolknil. V največji potrtosti se je zatekel k svetopisemski poeziji, k Jobu, ki ga je prevajal skoraj do smrti. V dobrem desetletju je le redko nastala kakšna izvirna pesem (Lete oblaki, Kljubuj usodi). V gradiški samoti je tudi izgubljal razumevanje za zakonitosti domačega razvoja. Zato je med njim in mladimi prihajalo do nesoglasij in do odkritih sporov. S položaja radikalnega narodnjaka je prišel h konzervativnim prijateljem, svoj politični razvoj pa je zaključil kot zagovornik nekdanje narodnoobrambne edinosti. Gregorčiču se je še enkrat sprostila ustvarjalna sposobnost po hudi bolezni spomladi 1901. Tedaj je v kratkem času napisal Predsmrtnice in Posmrtnice, zelo osebne, toda večinoma nedognane pesmi različne vsebine; med njimi je nekaj dobrih z odsevi prestanega trplejnja in nekaj erotičnih z močno izpovedno vsebino, ki jih je pesnik sam imel za najlepše (Kako srčno sva se ljubila, Cvete, cvete pomlad, Kropiti te ne smem). Izdal jih je v Tretjem zvezku poezij 1902. Tudi ta zbirka je bila neugodno sprejeta, kar je pesnik tudi pričakoval. Pesnik je po tem še vedno pesnil. Svoje pesmi je objavljal v Ljubljanskem zvonu, Slovanu in Svetilniku (Stoj sončece, Vse prav, Delavcem); največ pa jih je ostalo nenatisnjenih. Leta 1904 je izšel prevod Joba, iz hebrejske biblijske poezije pa je prevajal tudi Jeremijeve žalostinke. Ob njih je napisal 1906 svojo poslednjo izvirno pesem Jeremiji, preroku-domoljubu. Posmrtni Četrti zvezek Poezij je uredil Fran Ksaver Meško.

### Kritike in odzivi Gregorčičevih Poezij
Poezije I so prinesle v prvi izdaji 56 pesmi, visoka naklada – 2000 izvodov – je bila razprodana v nekaj mesecih. Fran Levec jo je takoj razglasil za zlato knjigo. Navdušena poročila so pesnika povzdignila na prestol najboljšega živečega pesnika, ki so ga vabili vsepovsod. Njegova pesem je zvenela v vseh čitalnicah in se širila povsod, kjer so živeli Slovenci. Didaktični katoliški umi so kaj hitro opozorili tudi na pesnikovo nevarno svetobolje in na za duhovnika neprimerno razmišljanje o nezadoščenosti v svojem poklicu. S temeljito odklonilno kritiko je nastopil tudi Janko Pajk, v kateri je pesniku očital idejno tujstvo, odstopanje od krščanskohumanističnih načel. Kljub močni in udarni podpopori mladih literarnih in liberalnih političnih prijateljev se je v javno polemiko vmešaval tudi pesnik sam (V obrambo, 1882 s ciklom 15 pesmi je izrazil prizadetost ob nerazumevanju svoje poezije v katoliških krogih in utemeljil svoje svetožalje ter pojasnil najbolj napadene pesmi.) Gregorčič je objavil drugo pesniško knjigo 1885, ki je bila le malo dopolnjen ponatis prve. Ta je nesrečno sovpadla s serijo programskih člankov Dunajski večeri v Slovencu. V njih je Anton Mahnič sistematično pretresel tedanjo novejšo slovensko književnost na osnovi katoliške estetske triade resnica, dobrota in lepota kot nerazdružljivo bistvo umetnosti. Kot negativne postavke slovenskega slovstva je označil Prešernovo erotično poezijo in Stritarjevo pesimistično svetožalje. Temeljito je analiziral tudi Gregorčičevo poezijo in ji z dogmatično neizprosnostjo pripisal rušenje krščanske vere, pesniku pa očital moralno nepoštenost. Njegova kritika je bila prehuda in krivična ne samo zato, ker ni doumela pesnikovega kreativnega procesa, temveč tudi zato, ker Gregorčič v resnici ni doživljal osebnih eksistencialnih verskih dilem. V skladu s pesnikovim razvojem pomeni prva knjiga Poezij višek njegove pesniške moči. Poezije II (vsebuje 63 pesmi) so izšle v Ljubljani v veliki nakladi 3000 izvodov. S pomočjo prijateljev, Ignaca Gruntarja in Ivana Hribarja, je dobil materialno podporo reškega veletrgovca Josipa Gorupa za izdajo nove pesniške zbirke.  Knjiga je bila lepo sprejeta, pri katoliški kritiki bolje kot prva, a širokega priznavalnega odmeva ni doživela. Druga knjiga Poezij je pomenila upad, tudi tretja prinaša le redko dobro pesem. Veliko je premišljeval o starosti, minevanju in smrti ter se vdajal resignaciji. V tretji je 82 pesmi (64 Predsmrtnic, 7 Pogrebnic in 11 Posmrtnic). Tudi tretja knjiga Poezij vsebuje nekaj trajnožarečih pesmi (Kropiti te ne smem, Pri morju, Kje skopljem si grob …). V kompozicijskem pogledu je tretja knjiga vsaj na prvi pogled vsebinsko enotna, saj je grajena v treh zaokroženih ciklih (Predsmrtnice, Pogrebnice, Posmrtnice). O prvi in drugi knjigi tega ne moremo reči. Obe imata na začetku nekaj domoljubnnih pesmi, za njimi pa je pesnik razvrstil brez kakega reda pesmi različne vsebine in pri tem ni upošteval nobene notranje ne zunanje arhitektonike (Anton Medved). S tako ureditvijo je pesnik morda hotel doseči, da bi nekatere sestavine njegovega pesniškega dela ne prišle preveč do izraza. Predvsem skupino ljubezenskih pesmi, ob katere bi se utegnili spotikati zlasti kritiki iz vrst duhovščine. (Janez Logar, Mojo srčno kri škropite)